# Die letzten Masken
Die letzten Masken ist ein einaktiges Schauspiel von Arthur Schnitzler aus dem Jahr 1901. Es gehört gemeinsam mit drei anderen zum Einakterzyklus Lebendige Stunden. Das Stück wurde mit den anderen am 4. Januar 1902 im Deutschen Theater Berlin uraufgeführt.

## Handlung
Die Handlung spielt im „Extrakammerl“ des Allgemeinen Wiener Krankenhauses und dreht sich um den Patienten Karl Rademacher, der glaubt, sterben zu müssen.
Angestiftet durch seinen Mitpatienten Florian Jackwerth, beschließt Rademacher sich noch vor seinem Tode an seinem früheren Freund zu rächen, der ihn beruflich um ein Vielfaches übertroffen hat. Aus der Rache vermeint er Genugtuung schöpfen zu können: „ich … krepier’ im Spital. – Aber es macht nichts, … – denn jetzt kommt der Moment, wo ich ihn zerschmettern kann.“ (S. 13).
Als der alte Freund jedoch kommt und sich rührend um ihn kümmert, wie es ein guter Freund zu tun hat, entzieht er Rademachers Hass jegliche Grundlage.
Durch die Großherzigkeit von Weihgast ist Rademacher zum Schweigen verdammt. Schließlich gibt er seine Pläne auf: „Schreibtisch –?– Machen S’, was Sie wollen. Verbrennen meinetwegen! … Meisterwerke! – Und wenn schon … Nachwelt gibt’s auch nur für die Lebendigen“ (S. 22).
Er kann trotzdem in Ruhe sterben, da er erkennt, dass dieser Besuch genauso viel, wenn nicht noch mehr wert ist als seine Rachepläne es waren.

## Figuren
Karl Rademacher ist ein 54-jähriger Journalist, der – obwohl er sich selbst für durchaus talentiert hält – es nicht geschafft hat, durch seine Werke Ruhm oder Reichtum zu erlangen. Er liegt im Spital, und sein heruntergekommenes Äußere und eine gänzlich grauen Haare unterstreichen seine Vermutung, bald sterben zu müssen: „ich fühl´s … morgen früh ist vielleicht alles vorbei“ (S. 9). Die Ärzte hingegen behaupten, dass er bald wieder gesund sein werde: „Doktor Halmschlöger sagt mir, es ist nur eine  Frage der guten Pflege … in ein paar Wochen verläßt du das Spital“ (S. 18).
Der zweite Patient heißt Florian Jackwerth. Er ist ein etwa 28 Jahre alter Schauspieler, der zwar mager ist, aber eine gepflegte Erscheinung pflegt, soweit das für einen Patienten im Spital möglich ist. Der Spitalsaufenthalt ist für ihn nur eine Gelegenheit, bei der er seine beruflichen Fähigkeiten verbessern kann („meinen Sie, unsereiner ist umsonst im Spital herin? Da kann man was lernen“, S. 5). Die Ärzte sind allerdings weniger optimistisch: „Ein armer Teufel von Schauspieler. … Hat keine Ahnung das er in spätestens acht Tagen unter der Erde liegen wird.“ (S. 21)
Alexander Weihgast, ein früherer Freund Rademachers, ist ein elegant gekleideter Dichter von etwa 55 Jahren, der sich gut gehalten hat.
Dr. Halmschlöger ist ein junger Sekundararzt, der in den Augen seines Kollegen zu gutmütig mit den Patienten umgeht („Na, hör’ zu, die Leut’ nützen hier einfach deine Gutmütigkeit aus“, S. 11), was ihn aber bei den Patienten beliebter macht: „der Doktor Halmschlöger. Ein feiner Herr, nur etwas eingebildet.“ (S. 5)
Dr. Tann, der zweite Sekundararzt, ist im Gegensatz zu seinem Kollegen etwas nachlässig gekleidet und strenger mit den Patienten.
Juliane Paschanda ist die Wärterin und wird als „dick, gutmütig, und noch nicht alt“ (S. 3) beschrieben. Sie kann über Jackwerths Witzeleien lachen, achtet jedoch darauf, dass sie nicht ausarten: „Wie sie die Leut’ nachmachen können … Na, werden Sie nicht aufhören! Sie versündigen sich ja.“ (S. 5)

## Aufführungen
- Theater in der Josefstadt, 1962. [1]

## Ausgaben
- Drei Einakter: Die letzten Masken. Literatur, Stunde des Erkennens. Nachwort von Hartmut Scheible. Universal-Bibliothek, Band 7959. Reclam, Stuttgart 1983, ISBN 3-15-007959-4. (Seitenangaben im Artikel beziehen sich auf diese Ausgabe).